# Ричица (Какањ)
Ричица је насељено мјесто у Босни и Херцеговини у општини Какањ које административно припада Федерацији Босне и Херцеговине. Према попису становништва из 1991. у насељу је живјело 820 становника.

## Становништво
| Националност       | 1991.        | 1981.        | 1971.        |
| Муслимани          | 471 (57,43%) | 563 (61,66%) | 742 (68,70%) |
| Хрвати             | 345 (42,07%) | 337 (36,91%) | 321 (29,72%) |
| Срби               | 0            | 3 (0,32%)    | 7 (0,64%)    |
| Југословени        | 2 (0,24%)    | 9 (0,98%)    | 3 (0,27%)    |
| остали и непознато | 2 (0,24%)    | 1 (0,10%)    | 7 (0,64%)    |
| Укупно             | 820          | 913          | 1.080        |